# 96식 경기관총
96식 경기관총(九六式軽機関銃 규로쿠시키 게이기칸쥬[*])는 중일 전쟁과 제2차 세계 대전에서 일본제국 육군이 사용한 가스 작동식 경기관총이다. 급탄 기구의 결함으로 인해 결함 기관총이라는 평을 들었던 11년식 경기관총의 작동 기구를 바탕으로 체코슬로바키아의 ZB vz.26의 급탄 기구를 참조해서 1932년부터 3년간 설계되었으며, 1936년에 채용됨에 동시에 전선에 배치되었다.
전기종인 11년식 경기관총과 마찬가지로 38식 소총용의 30식 6.5x50 mm탄을 사용하지만, 고정식 호퍼 탄창 대신 30발들이 탄창을 쓰는 일반적인 급탄 방식으로 되돌아왔다. 백병전에 대응할 수 있도록 총검도 부착할 수 있다. 가스관에 양각대가 부착되어 있으며, 수직 탄창 왼쪽에 정렬된 가늠자와 가늠쇠 말고도 단거리 저격에도 유용한 프리즘식의 2.5배율의 망원 조준경이 좌상단에 달려 있다.
화력을 보강하기 위한 99식 7.7x58mm 탄약이 개발됨에 따라, 1939년 96식의 구경을 7.7 mm 로 늘리고 개량한 99식 기관총이 채용되었지만 물자 부족으로 인해 태평양 전선에서도 99식 기관총과 함께 쓰였다.